# Erwin Sówka

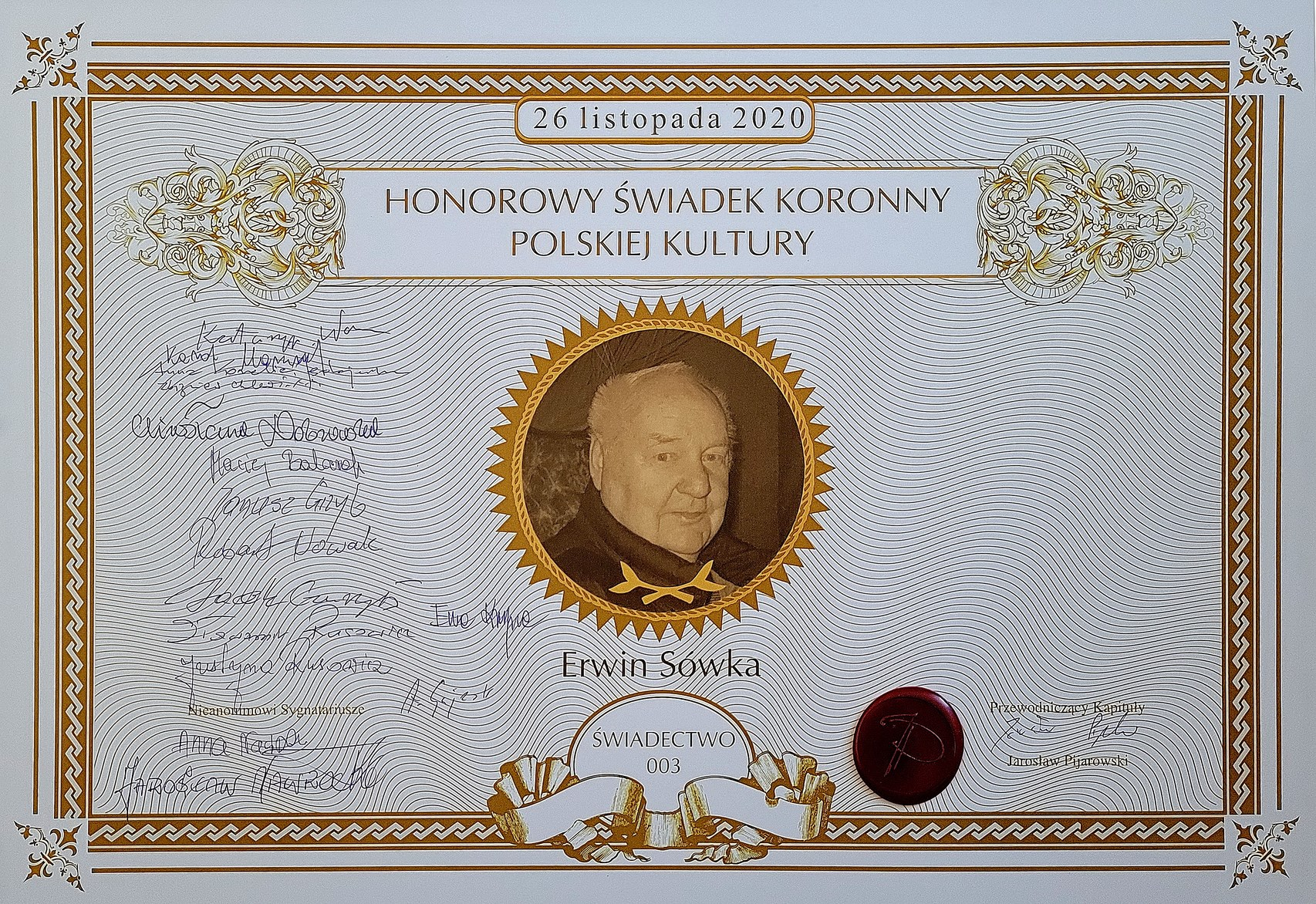
Honorowy dyplom przyznany E. Sówce

Erwin Sówka (ur. 18 czerwca 1936 w Giszowcu, zm. 21 stycznia 2021) – polski malarz zaliczany do prymitywistów, emerytowany górnik kopalni węgla kamiennego Wieczorek w Janowie, był ostatnim żyjącym twórcą Grupy Janowskiej (gdy z grupy odszedł Teofil Ociepka, wyznaczył go na swojego następcę jako poważnie podchodzącego do okultyzmu, mistyki i śląskiego genius loci).

## Życiorys
Urodził się w rodzinie górniczej w Giszowcu. W wieku 16 lat podjął pracę w elektrowni Jerzy przy kopalni Giesche i już wtedy namalował swój pierwszy obraz. W krótkim czasie podjął pracę jako górnik w kopalni Giesche, gdzie pracował razem z Ewaldem Gawlikiem. Na emeryturę przeszedł w 1986.
W swojej twórczości nawiązywał do mitów górniczych i kultury starożytnego wschodu. Przedstawiał głównie akty kobiece na tle Nikiszowca, domów z wielkiej płyty, ogródków działkowych, górników i ich mieszkań.
Osiągnął światowy rozgłos. Jego prace prezentowane były w kraju i za granicą m.in. we Francji, Włoszech, i Chorwacji, a odnaleźć je można w zbiorach m.in.: Państwowego Muzeum Etnograficznego w Warszawie, Muzeum Narodowego we Wrocławiu, Muzeum Śląskiego w Katowicach, Galerii „Barwy Śląska” oraz w wielu polskich i zagranicznych kolekcjach prywatnych. Posiada biogram w Światowej Encyklopedii Sztuki Naiwnej. O jego twórczości powstało kilka filmów dokumentalnych (m.in. Sówka Erwin Adama Sikory z 2005), a Lech Majewski nakręcił pełnometrażową opowieść o malarzu i Grupie Janowskiej pt. Angelus (2001).
W 2012 został laureatem Cegły Janoscha, nagrody przyznawanej przez katowicką redakcję Gazety Wyborczej za zasługi w zachowywaniu kulturowej tożsamości Górnego Śląska i rozsławianiu regionu. W 2013 odznaczony Złotą Odznaką Honorową za Zasługi dla Województwa Śląskiego. W 2017 otrzymał srebrny Medal „Zasłużony Kulturze Gloria Artis”.
W 2014 wystąpił w teledysku grupy Pilar – w utworze Świt zagrał samego siebie. 
Mieszkał w Katowicach w dzielnicy Zawodzie. Zmarł w wieku 84 lat. Pogrzeb Erwina Sówki, w którym uczestniczył m.in. premier Mateusz Morawiecki, odbył się 25 stycznia 2021. Po nabożeństwie w kościele św. Anny na Nikiszowcu został pochowany na tamtejszym cmentarzu parafialnym.

## Upamiętnienie
- 26 listopada 2020 r. Erwinowi Sówce został przyznany dyplom „Honorowego Świadka Koronnego Polskiej Kultury”. Wyróżnienie wręczono 27 maja 2021 r. podczas pośmiertnego wernisażu w Salonie Hoffman przy Kujawsko-Pomorskim Ośrodku Kultury w Bydgoszczy rodzinie [5].

- Na bocznej ścianie 4-piętrowego bloku, przy ulicy 1 Maja 162a-d w katowickiej dzielnicy Zawodzie powstał mural ku pamięci Erwina Sówki. Oficjalne odsłonięcie nastąpiło w sobotę 25 czerwca 2022 r. Mural powstał w ramach inicjatywy lokalnej, a wykonali go Raspazjan Jan i Karol Kobryń. Odsłonięcie muralu odbyło się z udziałem władz miasta[6].

## Wybrane prace
- Barbara na Karmerze
- Dwie żony
- Echo
- Eros
- Inana
- Kali
- Nikisz
- Nikisz (2)
- Pokolenia
- Trzy róże Nikiszu
- Tryptyk śląski
- W ogrodzie
- Narodziny uczuć
- Życie wewnętrzne

## Wystawy
| rodzaj wystawy | rok  | miasto    | miejsce                                                                       | tytuł i uwagi                                                    |
| -------------- | ---- | --------- | ----------------------------------------------------------------------------- | ---------------------------------------------------------------- |
| Indywidualna   | 1979 | Katowice  | X Ogólnopolskie Seminarium Nauk Politycznych, Uniwersytet Śląski              | Malarstwo Erwina Sówki                                           |
| Indywidualna   | 1980 | Kraków    | Galeria Piwnicy pod Baranami                                                  | Erwin Sówka. Malarstwo                                           |
| Indywidualna   | 1985 | Sosnowiec | Klub Twórczości Artystycznej „Impuls” Sosnowieckiej Spółdzielni Mieszkaniowej | Erwin Sówka. Malarstwo                                           |
| Indywidualna   | 1985 | Kraków    | Galeria „Pisma Literacko-Artystycznego”                                       | Erwin Sówka. Tantryczne fascynacje                               |
| Indywidualna   | 1986 | Katowice  | Galeria „Semafor”, Muzeum Śląskie                                             | Erwin Sówka                                                      |
| Indywidualna   | 1992 | Warszawa  | Państwowe Muzeum Etnograficzne                                                | Erwin Sówka – od okultyzmu do księgi Genesis…                    |
| Indywidualna   | 1992 | Kraków    | Uniwersytet Jagielloński                                                      | Erwin Sówka – Mistycyzm i tantryzm                               |
| Indywidualna   | 2001 | Katowice  | Muzeum Śląskie                                                                | Od okultyzmu do Hare Kryszna – Jubileusz 45-lecia pracy twórczej |
| Indywidualna   | 2004 | Rybnik    | Galeria Klubu Energetyka                                                      | Wystawa prac Erwina Sówki                                        |
| Indywidualna   | 2005 | Katowice  | Galeria Sztuki Pogranicza – Muzeum Śląskie                                    | Bogini- Kochanka – Demon. Kobieta w malarstwie E. Sówki          |
| Indywidualna   | 2008 | Katowice  | Galeria ASP Rondo Sztuki                                                      | Dusza Ziemi                                                      |
| Indywidualna   | 2008 | Płock     | Galeria Oto Ja                                                                | Z Ziemi do Nieba                                                 |
| Indywidualna   | 2010 | Bydgoszcz | Galeria Sztuki Ludowej i Nieprofesjonalnej WOKiS                              | Mistrz i Uczeń                                                   |
| Indywidualna   | 2010 | Katowice  | Miejski Dom Kultury Katowice-Zawodzie                                         | Wystawa prac Erwina Sówki                                        |
| Indywidualna   | 2011 | Płock     | Spichlerz – Muzeum Mazowieckie                                                | Erwin Sówka, czyli widzieć więcej                                |
| Indywidualna   | 2011 | Gliwice   | Muzeum w Gliwicach                                                            | Kopalnia kolorów                                                 |
| Indywidualna   | 2012 | Katowice  | Muzeum Śląskie                                                                | Sztukmistrz. E. Sówka retrospektywnie                            |
| Indywidualna   | 2014 | Olsztyn   | BWA Galeria Sztuki                                                            | Sztukmistrz ze Śląska                                            |
| Indywidualna   | 2015 | Katowice  | Walcownia Cynku – Katowice-Szopienice                                         | Erwin Sówka, czyli o znakach na niebie i ziemi                   |
| Indywidualna   | 2020 | Racibórz  | Muzeum w Raciborzu                                                            | Malarstwo Erwina Sówki                                           |
| Indywidualna   | 2021 | Bydgoszcz | Kujawsko-Pomorskie Centrum Kultury w Bydgoszczy                               | „Wizjoner (Cykl wystaw jubileuszowych)”                          |
| Indywidualna   | 2021 | Płock     | Płocka Galeria Sztuki                                                         | „Powyżej Saturna (Cykl wystaw jubileuszowych)”                   |
| Indywidualna   | 2021 | Zamość    | BWA - Galeria Zamojska                                                        | „W labiryncie znaczeń (Cykl wystaw jubileuszowych)”              |

| rodzaj wystawy | rok  | miasto                                    | miejsce                                                                                                 | tytuł i uwagi                                                                              |
| -------------- | ---- | ----------------------------------------- | --- | ------------------------------------------------------------------------------------------ |
| Zbiorowa       | 1973 | Rzym, Włochy                              | Galeria La Feluca                                                                                       | I naifs delia Polonia                                                                      |
| Zbiorowa       | 1974 | Szczecin                                  | Zamek Książąt Pomorskich                                                                                | I Triennale Plastyki Nieprofesjonalnej                                                     |
| Zbiorowa       | 1974 | Kraków                                    | Pałac pod Baranami                                                                                      | I Triennale Plastyki Nieprofesjonalnej                                                     |
| Zbiorowa       | 1977 | Zagrzeb, Jugosławia                       | Galerija Primitivne umjetnosti                                                                          | Medunarodni susret naivne umjetnosti Naivi ‘77                                             |
| Zbiorowa       | 1979 | Katowice                                  | Galeria Uniwersytecka, Muzeum Uniwersytetu Śląskiego                                                    | Dziecko w malarstwie nieprofesjonalnym                                                     |
| Zbiorowa       | 1982 | Nowy Sącz                                 | Muzeum Okręgowe                                                                                         | W kręgu Teofila Ociepki                                                                    |
| Zbiorowa       | 198. | Zabrze                                    | Muzeum Regionalne                                                                                       | Wizjonerzy w polskiej sztuce nieprofesjonalnej                                             |
| Zbiorowa       | 1985 | Radom                                     | Muzeum im. Jacka Malczewskiego                                                                          | Talent, pasja, intuicja                                                                    |
| Zbiorowa       | 1986 | Katowice                                  | Galeria „P” Muzeum Śląskiego                                                                            | Talent, pasja, intuicja                                                                    |
| Zbiorowa       | 1988 | Włocławek                                 | Muzeum Etnograficzne                                                                                    | Alchemiczny krąg Teofila Ociepki                                                           |
| Zbiorowa       | 1991 | Katowice                                  | Muzeum Śląskie                                                                                          | Bóg, diabeł, demony..., czyli antropologia dobra i zła w polskiej sztuce nieprofesjonalnej |
| Zbiorowa       | 1991 | Warszawa                                  | Państwowe Muzeum Etnograficzne                                                                          | Bóg, diabeł, demony..., czyli antropologia dobra i zła w polskiej sztuce nieprofesjonalnej |
| Zbiorowa       | 1992 | Rouen, Francja                            | ... | III Światowy Festiwal Sztuki „Art Dechirure” – Sztuka i rozdarcie                          |
| Zbiorowa       | 2003 | Sztokholm, Szwecja                        | Instytut Polski                                                                                         | Malarze metafizycy z Janowa na Śląsku                                                      |
| Zbiorowa       | 2003 | Düsseldorf, Niemcy                        | Instytut Polski                                                                                         | Sówka, Ociepka, Wróbel – mistrzowie dnia siódmego                                          |
| Zbiorowa       | 2003 | Katowice                                  | Biuro Wystaw Artystycznych                                                                              | Katowicki Underground Artystyczny po 1953 roku                                             |
| Zbiorowa       | 2004 | Katowice                                  | Muzeum Śląskie                                                                                          | Malarze metafizycy z Janowa. Od Teofila Ociepki do Erwina Sówki                            |
| Zbiorowa       | 2004 | Rapperswil, Szwajcaria                    | Muzeum Polskie                                                                                          | Silesia Viva                                                                               |
| Zbiorowa       | 2005 | Radom, Warszawa, Nowy Sącz, Krynica-Zdrój | Muzeum im. Jacka Malczewskiego, Państwowe Muzeum Etnograficzne, Galeria Dawna Synagoga, Muzeum Nikifora | Talent, pasja, intuicja II (cykl wystawowy)                                                |
| Zbiorowa       | 2006 | Nakło Śląskie                             | Zamek                                                                                                   | Wystawa inauguracyjna sztuki intuicyjnej                                                   |
| Zbiorowa       | 2006 | Katowice                                  | Galeria Sztuki Pogranicza - Muzeum Śląskie                                                              | 60 lat Grupy Janowskiej                                                                    |
| Zbiorowa       | 2007 | Dortmund, Niemcy                          | Westfälisches Industriemuseum                                                                           | Silesia viva. Śląskie malarstwo naiwne ze zbiorów Muzeum Miejskiego w Zabrzu               |